# Jerry Grossi
Jerry Grossi (ur. 24 kwietnia 1974 r.) – amerykański narciarz, specjalista narciarstwa dowolnego. Zajął 6. miejsce w skokach akrobatycznych na mistrzostwach świata w Whistler. Nigdy nie startował na igrzyskach olimpijskich. Najlepsze wyniki w Pucharze Świata osiągnął w sezonie 2000/2001, kiedy to zajął 17. miejsce w klasyfikacji generalnej, a w klasyfikacji skoków akrobatycznych był dziesiąty.
W 2003 r. zakończył karierę.

## Sukcesy

### Mistrzostwa Świata
| Miejsce | Dzień       | Rok  | Miejscowość | Konkurencja        | Zwycięzca        |
| ------- | ----------- | ---- | ----------- | ------------------ | ---------------- |
| 6.      | 20 stycznia | 2001 | Whistler    | Skoki akrobatyczne | Alaksiej Hryszyn |

#### Miejsca w klasyfikacji generalnej
- 1998/1999 – 35.
- 1999/2000 – 21.
- 2000/2001 – 17.
- 2001/2002 – -
- 2002/2003 – -

#### Miejsca na podium
1. Mount Buller – 12 sierpnia 2000 (Skoki akrobatyczne) – 2. miejsce